# Enjambement (poésie)
Pour les articles homonymes, voir Enjambement.
En poésie, l'enjambement est un procédé métrique fondé sur l'inadéquation entre la syntaxe et le mètre d'un vers : un groupe syntaxique déborde d'une unité métrique sur l'autre.

## Explication
- Le mot « enjambement » n’est enregistré qu’en 1680 par Richelet dans son Dictionnaire mais le verbe « enjamber » le précède largement et puis son emploi figuré s’explique par l’association avec le mot « pied », utilisé pour définir la base métrique du vers. L'enjambement, critiqué par les poètes classiques, est recherché pour son expressivité par la poésie romantique et ses successeurs[1].
- L’enjambement est un procédé qui joue sur les coupes et le rythme des vers : en effet le débordement syntaxique d’un vers sur le vers suivant atténue la pause en fin de vers, ou même l’abolit presque totalement, créant un effet d’allongement ou de déstructuration[2] ; celle-ci est particulièrement perceptible quand l’enjambement est accentué par un rejet ou un contre-rejet (élément bref isolé par une coupe marquée, au début du vers 2 pour le rejet, ou à la fin du vers 1 pour le contre-rejet).
- Il crée un effet de continuité ou d'amplification.

Enjambement simple
« Et je ne hais rien tant, que les contorsions
De tous ces grands faiseurs de protestations » 
Molière - Le Misanthrope (vers 43-44)
Enjambement avec rejet
« Et dès lors, je me suis baigné dans le poème
De la mer, infusé d’astres et lactescent »
Rimbaud – Le bateau ivre (vers 21-22)
Enjambement avec contre-rejet
« La Révolution leur criait : - Volontaires,
Mourez pour délivrer tous les peuples vos frères !- »
Victor Hugo - « À l’obéissance passive », vers 43-44 Les Châtiments
Enjambement avec rejet et contre-rejet
« L’empereur se tourna vers Dieu ; l’homme de gloire
Trembla, Napoléon comprit qu’il expiait… » 
Victor Hugo - « L’Expiation », vers 62-63 (Les Châtiments)
« Et, l’Amour comblant tout, hormis
La faim, sorbets et confitures
Nous préservent des courbatures. »
Verlaine – Fêtes galantes – « Cythère » (vers 10-12)
- On parle aussi d’enjambement strophique quand il n’y a pas de pause syntaxique entre deux strophes. Cet enjambement strophique est assez commun dans le sonnet au moins entre les deux quatrains ou les deux tercets, voire entre les quatrains et les tercets dans la structure comparative « Comme…, Ainsi… ».

Exemple :
"Comme on passe en été le torrent sans danger
Qui soulait en hiver être roi de la plaine,
Et ravir par les champs d’une fuite hautaine
L’espoir du laboureur et l’espoir du berger :
Comme on voit les couards animaux outrager
Le courageux lion gisant dessus l’arène,
Ensanglanter leurs dents, et d’une audace vaine
Provoquer l’ennemi qui ne se peut venger :
Et comme devant Troie on vit des Grecs encor
Braver les moins vaillants autour du corps d’Hector :
Ainsi ceux qui jadis soulaient, à tête basse,
Du triomphe romain la gloire accompagner,
Sur ces poudreux tombeaux exercent leur audace,
Et osent les vaincus les vainqueurs dédaigner.
Du Bellay « Comme on passe en été… »
Les Antiquités de Rome (sonnet 14)
- Là encore c’est le XIXe siècle qui osera cette liberté dans des poèmes sans structure particulière. Exemples :

« Tandis que, dans le texte auguste,
Leurs cœurs, lisant avec ferveur,
Puisaient le beau, le vrai, le juste,
Il me semblait, à moi, rêveur,
Entendre chanter des louanges
Autour de nous, comme au saint lieu,
Et voir sous les doigts de ces anges
Tressaillir le livre de Dieu !»
Victor Hugo, Les Contemplations (« Elle était pâle… » (dernières strophes)
« Un vieux faune de terre cuite
Rit au centre des boulingrins,
Présageant sans doute une suite
Mauvaise à ces instants sereins
Qui m'ont conduit et t'ont conduite,
- Mélancoliques pèlerins, -
Jusqu'à cette heure dont la fuite
Tournoie au son des tambourins ».
Paul Verlaine — Fêtes galantes, « Le Faune »

## Historique
- L'enjambement est largement exploité par les poètes du Moyen Âge dans les vers courts. En témoignent quelques exemples :

« Bon est ce chant, qu’on fasse ici
D’autres copies qu’on chantera » Jaufré Rudel (XIIIe siècle - Chanson de l’amour courtois)
« J’ouïs la cloche de Sorbonne,
Qui toujours à neuf heures sonne
Le Salut que l’ange prédit ; » Villon - Le Testament (strophe XXXV)
« Si frères vous clamons, pas n’en devez
Avoir dédain, quoi que fûmes occis
Par justice. Toutefois, vous savez
Que tous hommes n’ont pas bon sens rassis ; » Villon - Epitaphe (Ballade des pendus)
- Ronsard est le premier, au XVIe siècle, à utiliser le procédé avec l’alexandrin. Exemple :

« Marie, vous avez la joue aussi vermeille
Qu’une rose de Mai, vous avez les cheveus
De couleur de chastaigne, entrefrisés de neus,… » Les Amours (1552-1553) – Sonnet X.
- Plus tard, Malherbe puis Boileau le proscrivent (« Les stances avec grâce apprirent à tomber; / Et le vers sur le vers n’osa plus enjamber » - écrit-il dans son «Art poétique») mais il ne cesse pas d’être employé par Corneille, Molière ou Racine. Exemples :

« Et je feins hardiment d’avoir reçu de vous
L’ordre qu’on me voit suivre, et que je donne à tous. »Corneille – Le Cid (vers 1281-1282)
« Qu’il aime … Mais déjà tu reviens sur tes pas,
Œnone ? On me déteste, on ne t’écoute pas. » Racine – Phèdre (vers 824-825)
- C’est cependant la poésie romantique qui fait de l’enjambement la marque d’une liberté nouvelle et qui va en multiplier les effets, avec Victor Hugo, par exemple, qui affirme avec fierté « J’ai disloqué ce grand niais d’alexandrin » et dont on cite souvent les premiers vers d’Hernani au rejet provocant :

« Serait-ce déjà lui? C'est bien à l'escalier
Dérobé. »
ou bien dans "Les Châtiments" (IV-13):
«Ces gueux ont commis plus de crimes qu'un évêque
N'en bénirait.»
- À partir du XXe siècle, certains poètes et chansonniers n'hésitent pas à se servir de l'enjambement :
  - soit pour placer une rime audacieuse, ainsi Brassens :
« Ô très sainte Marie mère de
Dieu dites à ces putains
De moines qu'ils nous emmerdent
Sans le latin. »
  - soit même au milieu d'un mot, ainsi Gainsbourg :
« Sous aucun prétex-
-te je ne veux
Devant toi surex-
-poser mes yeux ;
Il faut que tu m'ex-
-pliques un peu mieux
Comment te dire adieu… »

## Bilan
Moyen de liberté et aussi d’expressivité, l’enjambement constitue un procédé métrique majeur et fréquent.
Il faut prendre garde à ne pas le confondre avec le rejet qui n’est qu’une accentuation de l’enjambement et non l’enjambement lui-même.